# Ácido bromoso
El ácido bromoso, de fórmula HBrO2, es un compuesto de bromo con estado de oxidación +3. Las sales del ácido bromoso son los bromitos. El ácido no es estable y sólo aparece como compuesto intermedio, por ejemplo en la oxidación de los hipobromitos o en la reacción de Belousov-Zhabotinskii entre bromatos, ácido malónico e iones cerio (IV).

## Obtención
El ácido bromoso se puede obtener por métodos químicos clásicos, como la reacción entre ácido hipobromoso y ácido hipocloroso, o bien por métodos electroquímicos por medio de una oxidación anódica. 
HBrO + HClO → HBrO2 + HCl
La dismutación del ácido hipobromoso también produce ácido bromoso y ácido bromhídrico.
2 HBrO → HBrO2 + HBr
Por último, una reacción de comproporción entre ácido brómico y ácido bromhídrico da ácido bromoso.
2 HBrO3 + HBr → 3 HBrO2

## Derivados del ácido brómico
Se han aislado algunas de las sales de ácido bromoso, los bromitos, que son estables. Por ejemplo, el bromito de sodio trihidratado, NaBrO2· 3H2O, y el bromito de bario monohidratado, Ba(BrO2)2·H2O.

## Propiedades químicas
El ácido bromoso (inestable) y los bromitos pueden usarse para la reducción de los permanganatos a manganatos.
2MnO−
4 + BrO−
2 + OH− → 2MnO2−
4 + BrO−
3 + H2O
El ácido bromoso reacciona con los bromuros en medio ácido para formar bromo.
HBrO2 + 3 Br− + 3 H+ → 2 Br2 + 2 H2O